# Józef Dąmbski (kasztelan buski)
Józef Dąmbski herbu Godziemba (zm. 1793) – kasztelan buski.
Poseł na Sejm 1776 roku z województwa podolskiego.

## Życiorys
Początkowo starosta karaczyński, następnie sędzia ziemski latyczowski (1767). Kasztelanem buskim został mianowany w 1785 roku. Później zrzekł się tej godności. 
Był elektorem Stanisława Augusta Poniatowskiego w 1764 roku z województwa brzeskokujawskiego.
Dostał od ojca klucz markowiecki (mańkowieckiego) na Podolu, osiedlając się tam. Swe dobra Markowce i Pisarzówkę na Wołyniu sprzedał.

## Odznaczenia
Za zasługi 14 listopada 1789 roku został odznaczony Orderem Świętego Stanisława.

## Rodzina
Syn Tomasza (1690–1748), chorążego inowrocławskiego i Marianny Kolczyńskiej, córki sędziego grodzkiego radziejowskiego. Brat Stanisława (1724–1802), starosty dybowskiego. Poślubił Franciszkę Dembowską herbu Jelita, córkę Michała, podczaszego urzędowskiego i Elżbiety Dworzeckiej. Pozostawił córkę Teklę, późniejszą żonę Ignacego z Sielca Witosławskiego, oboźnego koronnego i syna Franciszka Ignacego.